# Green Lantern Corps
Het Green Lantern Corps is een fictieve intergalactische politiemacht uit de strips van DC Comics. Het team werd bedacht door John Broome en Gil Kane.

## Achtergrond
Het Green Lantern Corps bewaakt het gehele DC Universum. De leden van het corps staan allemaal bekend als Green Lantern, en komen van planeten verspreid door het gehele universum. Het team is opgericht door de Guardians of the Universe, een super intelligent ras. Het hoofdkwartier van het corps is de planeet OA, de thuisplaneet van de Guardians. Dit is tevens de locatie van de centrale krachtbron, waar alle Power Ringen van de Green Lanterns hun kracht van krijgen.
Het Corps telt 7200 leden. De Guardians hebben het universum onderverdeeld in ongeveer 3600 sectoren en elke sector wordt bewaakt door twee Green Lanterns. Deze Green Lanterns zijn altijd bewoners van planeten in de betreffende sector.

## Geschiedenis
De Guardians hebben het Green Lantern Corps ongeveer 3 miljard jaar geleden opgericht. Aanvankelijk gebruikten de Guardians een ander team, de Manhunters. Dit team bestond uit androïden. De androïden begonnen zich echter te verzetten tegen hun meesters, die hen maar net konden verslaan. De Guardians besloten hierop dat het verstandiger was om een team van levende personen, met een vrije wil en sterke morele code, samen te stellen.
Aanvankelijk telde het Green Lantern Corps maar een beperkt aantal leden. Maar ongeveer 1000 jaar geleden werd het team enorm uitgebreid toen de Guardians vrede wilden brengen op de planeet Apokolips, de thuiswereld van Darkseid. Hiertoe moest wel Darkseid zelf worden verslagen. Beseffend dat daar een heel leger nodig voor zou zijn, rekruteerden de Guardians duizenden nieuwe leden.
Het Corps heeft vele hoogte- en dieptepunten gekend. Zo zijn er geregeld Green Lanters geweest die het Corps hebben verraden. Een bekend voorbeeld hiervan is Sinestro.
Meerdere malen is het Corps uiteengevallen en zelfs bijna geheel verdwenen, maar altijd wist het er weer bovenop te komen. Een van de meest recente gevallen was toen Hal Jordan, bezeten door het wezen Parallax, eigenhandig vrijwel het hele Corps uitschakelde door de hoofdkrachtbron te vernietigen. Slechts 1 Power Ring overleefde de aanval, en werd gegeven aan Kyle Rayner. Toen Kyle de bijna almachtige krachten van het wezen Ion kreeg, herstelde hij de krachtbron en kon het Corps opnieuw worden opgericht. Dit nieuwe Corps bestond vooral uit rekruten, met slechts een handvol ervaren Green Lanterns waaronder John Stewart, Guy Gardner, en Kilowog.

## Structuur

### Rekrutering
Nieuwe Green Lanterns worden gekozen door hun Power Ring. De ringen kiezen altijd iemand die in staat is grote angsten te overwinnen.
Elke Green Lantern krijgt na te zijn gekozen niet alleen een ring, maar ook een Lantaarnvormig apparaat om deze ring op te laden. De lantaarn staat in verbinding met de hoofdkrachtbron van de Green Lanterns.
Rekruten worden doorgaans getraind op OA, of krijgen in hun begindagen een meer ervaren Lantern als partner.
Green Lanterns die met pensioen gaan of dodelijk gewond raken moeten zelf hun positie doorgeven aan een ander. Hal Jordan werd bijvoorbeeld de Green Lantern omdat zijn voorganger gewond raakte na te zijn neergestort op Aarde.

### Corpsregels
Een Green Lantern moet:
1. Al het leven in de aan hem toegewezen sector beschermen.
2. De orders van de Guardians zonder vragen te stellen opvolgen.
3. Hij mag zich niet bemoeien met de cultuur, politiek of vrije wil van andere volkeren in zijn sector.
4. De regels en wetten van de planeten die hij bezoekt opvolgen, tenzij dit hem verhinderd zijn werk te doen.
5. Geen actie ondernemen tegen iets of iemand, totdat vast staat dat de persoon of het ding in kwestie een bedreiging vormt.
6. Hij mag nooit zijn power ring en positie voor persoonlijk gewin gebruiken.
7. Respect tonen voor zijn collega Green Lanterns, en te allen tijde goed met hen samenwerken.
8. Respect tonen voor leven, en alleen een vijand doden als er geen alternatief is.
9. Al zijn aandacht geven aan de grootste bedreiging in zijn sector.
10. De eer van het Corps hooghouden.

Om deze principes te hanteren houden de Guardians alle Green Lanterns in de gaten. Indien ze van mening zijn dat een Green Lantern te ver gaat, zullen ze hem naar OA roepen en confronteren met zijn daden. De Guardians kennen een aantal bestraffingen voor overtreding van bovenstaande regels waaronder:
- Een proeftijd invoeren
- De Green Lantern een tijd persoonlijk in de gaten laten houden door de Guardians.
- Tijdelijke verbanning van zijn thuisplaneet.
- Een ritueel waarbij een Lantern zijn loyaliteit moet bewijzen via een gevaarlijke test in het Anti-Materie Universum.
- Ontheffing uit zijn taak, en ontslag uit het Corps.

### Sectoren
Doorgaans heeft elke sector twee Green Lanterns, maar zeer dichtbevolkte sectoren kunnen er meer hebben. De Aarde bevindt zich in sector 2814. De primaire Green Lanterns van deze sector zijn momenteel Hal Jordan en John Stewart.

### Uniform
Een Green Lantern draagt vrijwel altijd een standaard uniform. Dit uniform is in de kleuren groen en zwart: groene torso en schouders, zwarte armen en benen, groene laarzen, groene handschoenen en een groen domino-masker. Op de torso staat het Green Lantern-symbool.
Lanterns die op hun thuisplaneet een normaal leven leiden hebben doorgaans een geheime identiteit, met toestemming van de Guardians.

### Oa - Corps hoofdkwartier
Het hoofdkwartier van het Green Lantern Corps bevindt zich op de planeet OA, in het centrum van het universum. Op de planeet bevindt zich de centrale hal van de Guardians, evenals trainingskampen voor rekruten. Het belangrijkste bouwwerk op de planeet is de centrale krachtbron van alle Power Ringen.

### Green Lantern erewacht
Het Green Lantern Corps kent een eliteteam van Green Lanterns die niet gebonden zijn aan een specifieke sector. Zij zijn gestationeerd op Oa, en kunnen overal ingrijpen waar dat maar nodig is. Green Lantern Guy Gardner is lid van deze erewacht.

### The Corpse
"The Corpse" is eveneens een elite team binnen het Green Lanter Corps. Zij dienen als een topgeheime tak van het Corps. Ze zijn niet gebonden aan de regels die andere Green Lanterns moeten volgen, en worden altijd ingezet voor de gevaarlijkste missies. De leden van dit team gebruiken geen Power Rings. In plaats daarvan slikken ze een speciale muntvormige disk in die hen alle krachten van een ring geeft voor beperkte tijd. Deze disks produceren paarse energie in plaats van groene. Leden van “The Corps” dragen zwarte uniformen in plaats van de standaard Green Lantern uniformen.